# Fairey Flycatcher
Le Fairey Flycatcher (littéralement « Gobe Mouche ») est un chasseur monoplace biplan de l'aéronavale britannique (Fleet Air Arm), construit par la Fairey Aviation Company, qui servit durant l'entre-deux-guerres de 1923 à 1934. Il fut produit en version normale pour une utilisation sur porte-avions et en version hydravion pour être catapulté à partir de grands navires de guerre.

## Design et développement
Le Flycatcher fut conçu pour répondre aux désignations de la Spécification N6/22 de l'Air Ministry, décrivant un chasseur pouvant évoluer à partir d'un porte-avions et pouvant être converti en hydravion, pour remplacer le Gloster Nightjar, et devant être équipé d'un moteur en étoile Armstrong Siddeley Jaguar ou Bristol Jupiter. Ainsi la Fairey Aviation Company et la Parnall Company soumirent chacun un projet pour répondre à l'appel d'offres, respectivement le Flycatcher pour Fairey et le Parnall Plover pour Parnall.
Le Gobe-mouche vola pour la première fois le 28 novembre 1922, équipé d'un Jaguar III et piloté par Vincent Nicholl. Une pré-commande en petite quantité fut passée auprès des deux concurrents pour permettre l'évaluation de leur prototype. Après les essais, le Flycatcher fut commandé pour entrer en production de série.
Le Flycatcher possédait un design remarquable pour l'époque et fut l'un des premiers avions spécialement conçus pour opérer à partir de porte-avions. Des volets hypersustentateurs s'étendaient sur tout le bord de fuite des ailes, ce qui lui permettait de décoller ou d'atterrir sur une distance de seulement 50 yards (46 m). Le fuselage était constitué de bois et de métal recouvert d'un revêtement en toile.
Son lourd train d'atterrissage pouvait être remplacé par deux flotteurs pour une utilisation amphibie. Même si le Flycatcher pouvait atterrir sur un pont de porte-avions sans difficultés, des freins hydrauliques furent rajoutés sur les roues pour l'aider à stopper dans cet espace réduit. De plus, une crosse d'appontage fut installée pour permettre l'utilisation de brins d'arrêt.

## Service opérationnel

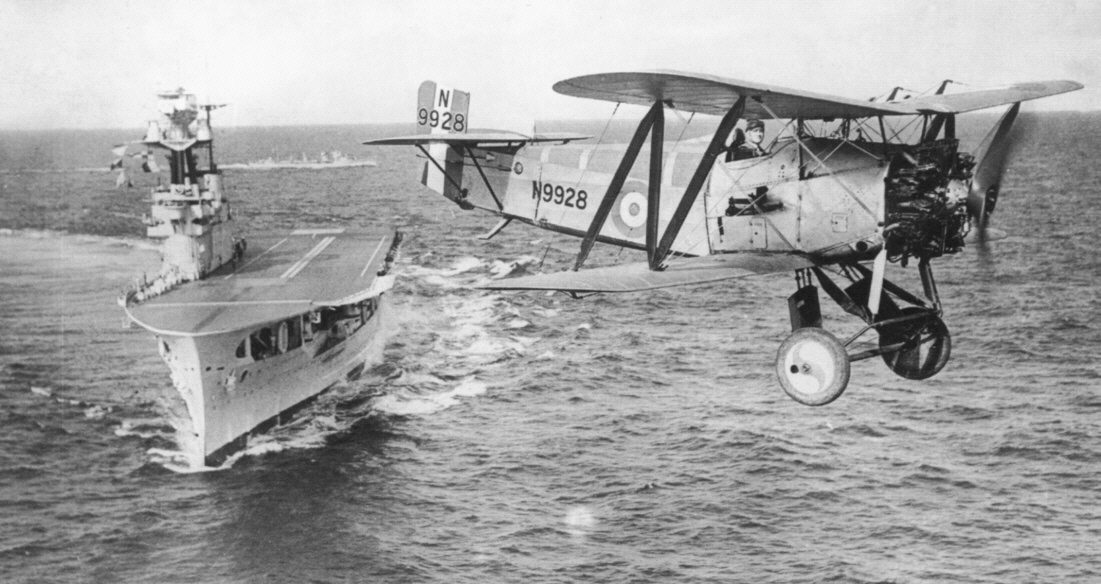
Un Fairey Flycatcher de la Fleet Air Arm survolant le.

La production en série du Flycatcher commence en 1923 à l'usine Fairey de Hayes, les premiers exemplaires entrèrent en service au sein du No. 402 Flight de la Fleet Air Arm. Durant cette période, ce modèle vola à partir de tous les porte-avions britanniques de la période. Un exemple de déploiement typique, comme sur le HMS Courageous, était composé de 16 chasseurs Flycatchers qui servaient aux côtés de 16 bombardiers-torpilleurs Blackburn Ripon et 16 avions de reconnaissance Fairey III.
Très populaire auprès des pilotes, le Flycatcher était facile à piloter et très manœuvrable. C'est grâce à lui que la Fleet Air Arm développa les tactiques de combat aérien utilisées durant toute la Seconde Guerre mondiale. Il resta d'ailleurs le principal chasseur de l'aéronavale britannique jusqu'à son remplacement par des chasseurs plus récents en 1935.
Le Flycatcher servit au sein des Home, Mediterranean, East Indies et China fleets. Durant son service en Chine, le Flycatcher servit activement contre les pirates chinois dans les eaux de Hong Kong.

## Variantes

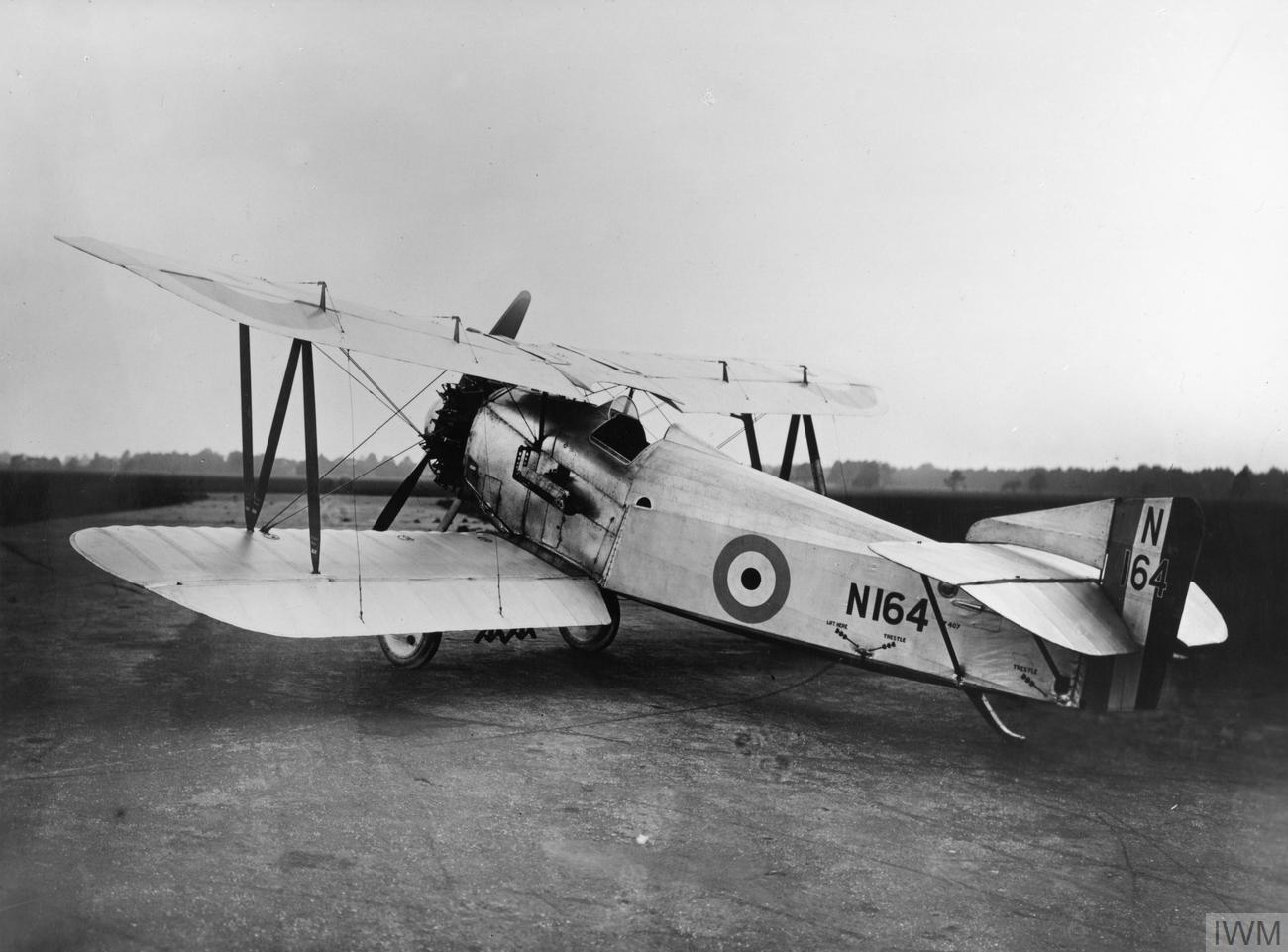
Le prototype Fairey Flycatcher Mk I N164 (sans ses flotteurs)

Flycatcher Mk IChasseur monoplace pour la Royal Navy. 3 prototypes construits (Le N163 avec un train classique, le N164 avec des flotteurs et le N165 avec des flotteurs possédant des roues), 192 exemplaires de série.
Flycatcher Mk IIPrototype devant remplacer le modèle Mk I. Totalement différent de la première version, le Mk II était entièrement métallique. Effectuant son premier vol en octobre 1926, le Flycatcher Mk II était en compétition avec le Gloster Gnatsnapper (en), le Hawker Hoopoe (en), le Armstrong Whitworth Starling et le Vickers Type 123/141 (en) pour remporter l'offre de la spécification N.21/26. Cet appel d'offres fut par la suite abandonné. 1 prototype construit immatriculé N216, aucun exemplaire de production.

## Pays opérateurs
Royaume-Uni
- Royal Air Force
  - Fleet Air Arm
    - 402 Flight Fleet Air Arm
    - 403 Flight Flight Fleet Air Arm
    - 406 Flight Flight Fleet Air Arm
    - 801 Naval Air Squadron (en)

  - High Speed Flight RAF